# Kleine kwastjesbloem
De kleine kwastjesbloem (Soldanella pusilla) is een overblijvende plant uit de sleutelbloemfamilie (Primulaceae) die te vinden is in de alpiene zone van de Alpen, de Karpaten, de Apennijnen en de Balkan.

## Naamgeving enetymologie
De soortaanduiding pusilla is afkomstig uit het Latijn en betekent 'erg klein'.

## Kenmerken
De kleine kwastjesbloem is een 2 tot 10 cm hoge, overblijvende, kruidachtige plant met een kale, onvertakte stengel en een basaal bladrozet van tot 1 cm brede, gesteelde, dunne, ronde tot niervormige grondbladeren. De plant vormt vaak uitgebreide tapijten.
De bloemen zijn alleenstaand, knikkend op een lange, bladloze en kale bloemsteel, smal klokvormig, met vijf lichtlila kroonblaadjes en een korte franje.
De plant bloeit van mei tot augustus.

## Habitaten verspreiding
De kleine kwastjesbloem groeit voornamelijk op vochtige, grazige of stenige plaatsen op zure bodems, vaak nabij sneeuwveldjes, tussen 1600 en 3100 m hoogte.
De plant komt enkel voor in de alpiene zone van de Centrale en Oostelijke Alpen, de Karpaten, de Apennijnen en de Balkan.
S. alpina (Alpenkwastjesbloem) · 
S. angusta · 
S. calabrella · 
S. carpatica · 
S. chrysosticta · 
S. hungarica (Hongaarse kwastjesbloem) · 
S. major · 
S. marmarossiensis · 
S. minima (Dwergkwastjesbloem) · 
S. montana (Bergkwastjesbloem) · 
S. oreodoxa · 
S. pindicola · 
S. pusilla (Kleine kwastjesbloem) · 
S. rhodopaea · 
S. rugosa · 
S. villosa (Pyrenese kwastjesbloem)